# L'ospite inatteso (Christie)
L'ospite inatteso (titolo originale The Unexpected Guest) è una piece teatrale scritta da Agatha Christie nel 1958 e adattata per la letteratura da Charles Osborne, attore teatrale che più volte aveva rivestito il ruolo del dottor Carelli in Caffè nero, altra piece teatrale della Christie. Il testo della piece fu pubblicato nel 1958, mentre la versione di Osborne è stata pubblicata nel 1999, più di 20 anni dopo la morte della Christie, su autorizzazione della Agatha Christie Ltd, società che controlla i diritti delle sue opere. In Italia è uscita in una raccolta di opere teatrali delle Christie dal titolo La tela del ragno nella collana Oscar Mondadori nel 2012, con il n. 2038.

## Trama
Richard Warwick viene trovato morto nel suo studio da Michael Starkwedder, un giovane automobilista che cercava aiuto dopo essersi arenato con l'auto a causa della nebbia. Il corpo sembra essere stato colpito da un colpo di pistola e, nell'oscurità, Michael intravede una figura femminile in piedi accanto a lui, ed ha in mano una pistola...

## Personaggi
- Michael Starkwedder : giovane borghese rispettabile
- Laura Warwick : giovane donna affascinante
- Signora Warwick: suocera di Laura
- Jan Warwick: cognato di Laura
- Signorina Bennet: la governante e segretaria, un’ex-infermiera d’ospedale
- Henry Angell: domestico e infermiere di casa Warwick
- Ispettore Thomas: ispettore di polizia
- Sergente Cadwallader: sergente di polizia stralunato
- Julian Farrar: giovane uomo politico in ascesa, amico della famiglia Warwick

## Edizioni
- Agatha Christie, L'ospite inatteso, traduzione di Igor Longo, Oscar Mondadori n. 2038, 1958,  p. 104.